# Згадаємо, Товаришу
«Згадаємо, Товаришу» («Вспомним, Товарищ») — радянський художній фільм 1987 року, знятий режисером Йосипом Хейфицем на кіностудії «Ленфільм».

## Сюжет
Розповідь найстарішого режисера «Ленфільму» про роботу студії.

## У ролях
- Микола Крючков — головна роль
- Борис Тенін — головна роль
- Владик Губін — роль другого плану
- Саша Афонін — роль другого плану
- Клавдія Трофімова — роль другого плану

## Знімальна група
- Режисер — Йосип Хейфиц
- Сценарист — Йосип Хейфиц
- Оператор — Юрій Шайгарданов
- Композитор — Альгірдас Паулавічюс
- Художник — Олена Фоміна